# Terranova (album)
Terranova is het eerste studioalbum van de band Nova. Het album is in 1982 uitgebracht door de componisten Rob Papen, Ruud van Es en Peter Kommers. Het album is, net als het volgende album Quo Vadis uitgebracht onder het platenlabel CNR Records.
Het album stond negen weken in de Album top 50, met een hoogste notering op 10.

## Muziek
| Nr. | Titel                 | Duur |
| --- | --------------------- | ---- |
| 1.  | Aurora                | 3:40 |
| 2.  | Arrivé                | 5:42 |
| 3.  | Xenos                 | 5:22 |
| 4.  | Horizon               | 4:03 |
| 5.  | Terra                 | 4:12 |
| 6.  | Sol                   | 4:57 |
| 7.  | Clear Up              | 3:36 |
| 8.  | Ariane (The Traveler) | 2:55 |
| 9.  | La Luna               | 4:12 |
| 10. | Exit                  | 4:08 |